# Croce di Eylau
La Croce di Eylau o Croce per la vittoria di Prussische-Eylau (in russo: Крест «За победу при Прейсиш-Эйлау») è una medaglia commemorativa concessa dell'impero russo a quanti avessero preso parte alla Battaglia di Eylau il 26-27 gennaio 1807.

## Storia
La medaglia venne istituita dallo zar Alessandro I di Russia per ricompensare quanti avessero preso parte alla Battaglia di Eylau il 26-27 gennaio 1807.
Il 16 marzo 1807 il generale Christoph von Lieven, capo dell'Ufficio militare dello zar, aveva informato il ministro delle finanze Vassiliev che Alessandro I era intenzionato a ordinare l'istituzione di un premio speciale per gli ufficiali che si erano distinti nel corso della battaglia di Eylau contro l'esercito di Napoleone. Lieven richiese  di creare un campione della medaglia da presentare all'imperatore, e Vasiliev diede l'ordine di esecuzione il 18 marzo alla zecca di San Pietroburgo. Il 5 aprile vennero realizzati tre diversi campioni, fra i quali venne approvato il 15 aprile il modello definitivo.
Il primo lotto di croci coniate (trecento esemplari in tutto) venne assegnato il 1 luglio 1807 ed il 10 luglio ne vennero concesse altre duecento. La produzione dei restanti quattrocento pezzi fu ritardata, sembra a causa della morte del ministro delle finanze Vasiliev, e l'ultimo lotto venne realizzato entro il 2 gennaio 1808.

## Concessioni
La medaglia venne assegnata a tutti gli ufficiali russi che avessero preso parte alla battaglia di Eylau, ma che non avessero ricevuto per meriti l'ordine militare di San Giorgio o l'ordine di San Vladimiro.
Molti furono gli ufficiali che ricevettero quella decorazione, tra cui Michael Andreas Barclay de Tolly, gravemente ferito, come pure G. I. Lisanevich, Arsenij Andreevič Zakrevskij, Sergej Grigor'evič Volkonskij e Denis Vasil'evič Davydov.

## La medaglia
La medaglia, in oro, consisteva in una croce di 37 x 37 mm, avente al centro un medaglione piano. Sul diritto riportava la scritta "PER L'OPERA ED IL CORAGGIO", mentre sul retro "VITTORIA/PRESSO PREUSS-/EILAU./27 GEN./ANNO 1807". Il nastro era identico a quello dell'Ordine militare di San Giorgio.
Vennero prodotte in tutto 900 croci, coniate dalla zecca di San Pietroburgo.